# Stelletta mortarium
Stelletta mortarium är en svampdjursart som beskrevs av Díaz & Cárdenas 2024. Stelletta mortarium ingår i släktet Stelletta och familjen Ancorinidae.